# سولاوسی جنوب شرقی
سولاوسی جنوب شرق (به اندونزیایی: Sulawesi Tenggara) یک استان در اندونزی است که در مرکز این کشور واقع شده‌است.

## خصوصیات
سولاوسی جنوب شرق ۳۸٬۱۴۰ کیلومترمربع مساحت و ۲٬۴۱۷٬۹۶۲ نفر جمعیت دارد.